# Cantone di Hendaye-Côte Basque-Sud
Il Cantone di Hendaye-Côte Basque-Sud è una divisione amministrativa dell'Arrondissement di Bayonne.
È stato costituito a seguito della riforma approvata con decreto del 25 febbraio 2014, che ha avuto attuazione dopo le elezioni dipartimentali del 2015.

## Composizione
Comprende i seguenti 3 comuni:
- Biriatou
- Hendaye
- Urrugne